# Militari italiani caduti in missioni all'estero
Elenco cronologico ed alfabetico degli episodi che hanno visto dei militari italiani caduti nel corso di missioni militari italiane all'estero nello svolgimento di azioni su teatri esteri (al di fuori delle guerre cui l'Italia ha partecipato dall'Unità ad oggi).
Il Grado militare della persona è riferito al momento della morte, e non alla successiva promozione assegnata per onorarne la memoria.

## Regno d'Italia

Bandiera del Regno d'Italia

### 1900-1901

#### Corpo di spedizione italiano in Cina
Nel 1900 l'Italia decise di inviare in Cina un contingente militare insieme ad altre sette grandi potenze per la salvaguardia dei cittadini stranieri minacciati dalla Rivolta dei Boxer, e occuparono Pechino. In totale furono 18 i caduti italiani.
14 giugno 1900, nell'attacco di Lang Fang trovandosi in un piccolo drappello di marinai agli avamposti della colonna Seymour, sostennero l'urto improvviso di due colonne di "Boxer" cinesi e perirono:
- Sottocapo imbarcato sulla torpediniera Calabria Vincenzo Rossi (Carpi, MOVM alla memoria);
- cannoniere scelto Filippo Basso (MAVM);
- cannoniere Cesare Sandroni (MAVM alla memoria);
- cannoniere Alberto Autuori;
- trombettiere Ovidio Painelli (MAVM alla memoria).

19 giugno 1900, Tien Tsin, viene ferito negli scontri presso la scuola militare il:
- sottotenente di vascello imbarcato sulla torpediniera "Elba" Ermanno Carlotto (Ceva, 30 novembre 1878 - Tien Tsin 27 giugno 1900) (MOVM alla memoria).

20 giugno-14 agosto, Pechino, nell'Assedio delle legazioni:
- marinaio Leonardo Mazza (Villa del Foo - 24 giugno 1900);
- cannoniere Francesco Zola (Villa del Foo - 24 giugno 1900) (MAVM alla memoria);
- marinaio Giuseppe Boscarini (1º luglio 1900);
- cannoniere scelto Francesco Melluso (Villa del Foo - 2 luglio 1900) (MAVM alla memoria);
- sottocapo cannoniere Antonio Milani (Villa del Foo - 3 luglio 1900);
- cannoniere Francesco Manfron (luglio 1900) (MAVM alla memoria).

12 agosto 1900, Pe-tang, nella difesa della cattedrale muoiono:
- secondo capo cannoniere Pietro Marielli (MAVM alla memoria);
- cannoniere scelto Damiano Piacenza (MAVM alla memoria);
- cannoniere scelto Adeodato Roselli;
- cannoniere Luigi Fanciulli;
- marinaio Giovanni Colombo;
- marinaio Danese.[1].

### 1918-1923

#### Corpo di spedizione italiano in Murmania
Dopo la fine della prima guerra mondiale un corpo di spedizione italiano ed alleato fu inviato nella regione della Murmania, nella Russia settentrionale, per contrastare prima i tedeschi e poi i bolscevichi dall'agosto 1918 al 27 agosto 1919, nell'ambito dell'intervento alleato nella rivoluzione russa.
- Numero imprecisato di militari italiani caduti.

Agosto 1918, trasferimento tra Newcastle a Murmansk:
- 15 soldati deceduti per la spagnola.

#### Corpo di spedizione italiano in Estremo Oriente
Dopo la fine della prima guerra mondiale un corpo di spedizione italiano fu inviato, sotto comando alleato, in Manciuria per combattere i russi bolscevichi dall'agosto 1918 al 9 agosto 1919.
- Numero imprecisato di militari italiani caduti.

#### Corpo di spedizione italiano in Alta Slesia
Dopo la fine della prima guerra mondiale un corpo di spedizione italiano, francese e inglese fu inviato nella regione dell'Alta Slesia, contesa tra Germania e Polonia, dalla seconda metà del febbraio 1920 al 9 luglio 1922. Cinquanta militari italiani caduti.
22 luglio 1920, Cosel:
- soldato Obino Virgilio, pronto per la licenza viene colpito accidentalmente da una pallottola di revolver, dopo cinque ore muore.

14 aprile 1921 nell'ospedaletto da campo nr.40 di Cosel muore per malattia il S.Ten di cpl Pietro Cotardo del 135º Fanteria 8ª compagnia nativo di Melpignano (LE) (Fonte archivio dello stato civile di Melpignano)
2 maggio 1921, Czerwionka, una compagnia del 32º Reggimento fanteria "Siena" venne sopraffatta da insorti polacchi dopo aver esaurito le munizioni e muoiono in combattimento 1 ufficiale e 15 soldati.
3 maggio 1921, Czerwionka:
- 1 soldato del 32º Reggimento Fanteria "Siena" in combattimento.

Bad Königsdorff-Jastrzemb:
- 1 soldato del 135º Reggimento fanteria "Campania" in combattimento.

Groß Strehlitz:
- 1 soldato del 135º Reggimento fanteria in combattimento.

Rybnik:
- 2 soldati del 135º Reggimento fanteria in combattimento.

Maggio 1921, Ratibor:
- 1 soldato del 135º Reggimento fanteria in combattimento.

Giugno 1921 - dicembre 1921:
- 3 soldati in combattimento.

Le perdite in totale furono:
- 25 caduti in combattimento;
- 5 caduti per cause di servizio;
- 20 caduti per malattie (tubercolosi e malattie dell'apparato respiratorio);
- 57 feriti ed infortunati.

#### Missione di demarcazione dei confini tra Grecia, Albania e Iugoslavia
Una delegazione italiana guidata dal gen. Enrico Tellini era stata chiamata dalla Conferenza degli Ambasciatori della "Società delle Nazioni" per tracciare i confini tra la Grecia, l'Albania e la Jugoslavia.
27 agosto 1923 Eccidio di Giannina, a Zepi, in mattinata, lungo la strada tra Giannina e Kakavia, tra il 50º e il 53º chilometro, sul confine tra Grecia ed Albania, la delegazione italiana fu trucidata.
Facevano parte della delegazione:
- generale Enrico Tellini (nato a Castelnuovo di Garfagnana il 25 agosto 1871),
- maggiore medico Luigi Corti,
- tenente Mario Bonacini, assistente di campo di Tellini,
- conducente Remigio Farnetti.

Perì con la delegazione italiana anche l'interprete albanese Thanassi Gheziri, un epirota di Leskovik. Niente venne rubato perciò non si pensò che l'azione fosse stata eseguita da dei comuni banditi da strada. La reazione del governo italiano contro la Grecia sfociò nella crisi di Corfù.

## Repubblica Italiana

### 1949

#### Eritrea
5 marzo, a seguito di un'imboscata a Senafè perdono la vita:
- Antonio Di Stasio, Finanziere;
- Alfredo Tramacere, Finanziere (Medaglia di Bronzo al valor militare).

### 1950

#### Amministrazione Fiduciaria Italiana della Somalia
20 marzo, un pilota perde la vita, a bordo di un North American P-51 Mustang, in seguito ad un incidente di volo.
- sergente maggiore Bruno Munarin

#### Eritrea
21 ottobre, a seguito di un conflitto a fuoco:
- Pio Semproni, maresciallo dell'Arma dei Carabinieri (Medaglia d'Argento al Valor Militare).

### 1952

#### Amministrazione Fiduciaria Italiana della Somalia
1º agosto, Chisimaio, a seguito di un'imboscata cadono:
- Luciano Fosci, carabiniere;
- Flavio Salacone, maresciallo maggiore dei carabinieri.

### 1954

#### Amministrazione Fiduciaria Italiana della Somalia
13 maggio, Mogadiscio,
a seguito di malattia contratta in servizio:
- Vitantonio Sorino, maresciallo del Genio Pionieri.

### 1959

#### Amministrazione Fiduciaria Italiana della Somalia
22 marzo, Mogadiscio, annegato nel tentativo di salvare la vita ad un ufficiale in difficoltà nelle acque dell'Oceano Indiano:
- Giuseppe Cavagnero, maresciallo dell'Arma dei Carabinieri.

### 1961

#### Missione ONUC nell'ex Congo Belga
15 febbraio, cielo di Luluabourg, a seguito di un incidente di volo verificatosi nelle fasi di decollo del loro C-119, "Lyra 15", perdono la vita tre aviatori della 46ª Brigata aerea dell'Aeronautica Militare:
- Sergio Celli, capitano pilota;
- Dario Giorni, tenente pilota;
- Italo Quadrini, primo aviere montatore.

5 novembre, a seguito di un'imboscata da parte di alcuni rivoluzionari, venne ucciso:
- Raffaele Soru, caporale del Corpo Militare della Croce Rossa Italiana (Medaglia d'Oro al Valor Militare).

11 o 12 novembre, "eccidio di Kindu", tredici aviatori anch'essi appartenenti alla 46ª Brigata aerea a bordo del C-119, "Lyra 5", in volo umanitario, vengono catturati e trucidati:
- Onorio De Luca, tenente pilota (Medaglia d'Oro al Valor Militare);
- Filippo Di Giovanni, maresciallo motorista (Medaglia d'Oro al Valor Militare);
- Armando Fausto Fabi, sergente maggiore elettromeccanico di bordo (Medaglia d'Oro al Valor Militare);
- Giulio Garbati, sottotenente pilota (Medaglia d'Oro al Valor Militare);
- Giorgio Gonelli, capitano pilota (Medaglia d'Oro al Valor Militare);
- Antonio Mamone, sergente maggiore marconista (Medaglia d'Oro al Valor Militare);
- Martano Marcacci, sergente elettromeccanico di bordo (Medaglia d'Oro al Valor Militare);
- Francesco Paga, sergente marconista (Medaglia d'Oro al Valor Militare);
- Amedeo Parmeggiani, maggiore pilota (Medaglia d'Oro al Valor Militare);
- Silvestro Possenti, sergente maggiore montatore (Medaglia d'Oro al Valor Militare);
- Nazzareno Quadrumani, maresciallo motorista (Medaglia d'Oro al Valor Militare);
- Francesco Paolo Remotti, tenente medico (Medaglia d'Oro al Valor Militare);
- Nicola Stigliani, sergente maggiore montatore (Medaglia d'Oro al Valor Militare).

17 novembre, lago Tanganica, il velivolo C-119, "Lyra 10", della medesima Aerobrigata, in volo dall'Italia per trasportare aiuti umanitari nel paese africano, precipita a causa di un'avaria; nell'incidente cadono:
- Giovanni De Risi, maresciallo pilota;
- Tommaso Fondi, maresciallo motorista;
- Elio Nisi, capitano pilota;
- Giuseppe Saglimbeni, maresciallo marconista.

Gli altri componenti dell'equipaggio riuscirono a salvarsi

### 1973

#### Missione UNTSO, Egitto
6 ottobre, penisola del Sinai, nei pressi del canale di Suez, a cadere sul proprio posto d'osservazione durante le prime ore della guerra del Kippur, dopo essere stato colpito da un razzo, è:
- Carlo Olivieri, capitano Osservatore ONU, (Medaglia d'Oro al Valore dell'Esercito).

### 1980

#### Abu Dhabi, Emirati Arabi Uniti
30 marzo, persero la vita 10 militari italiani e 2 tecnici civili dell'Agusta, i quali erano a bordo di un CH-47. Incidente avvenuto dopo un volo dimostrativo. L'urto avvenne mentre l'aeromobile era intento al posizionamento a terra.
- Raffaele Lombardi, capitano.
- Angelo Manasse, capitano
- Franco Scotto, capitano.
- Dario Cerbini , maresciallo ordinario.
- Domenico Recanati, maresciallo ordinario.
- Alfonso Marini, maresciallo ordinario.

Due giorni dopo, moriranno per le gravi ferite riportate nello schianto anche
- Renato Tavano, maresciallo ordinario.
- Nicola Chiarella, sergente maggiore.
- Francesco di Bella, sergente maggiore.
- Andrea Tognetti , sergente maggiore.

### 1983

#### Missione ITALCON "Libano 2"
15 marzo, Beirut, durante una missione di pattugliamento notturno nei pressi del campo di Sabra, un marò del contingente 3º/82, della Marina Militare, in servizio nel Battaglione San Marco, spirerà il 22 marzo all'Ospedale Militare del Celio in seguito delle ferite riportate nell'imboscata al mezzo sul quale viaggiava:
- Filippo Montesi, sottocapo (nato a Fano l'11 maggio 1963), (Croce di Guerra al Valor Militare)

### 1991

#### Guerra del Golfo
13 febbraio, in libera uscita a Dubai, un marinaio di leva imbarcato su nave Stromboli, muore a seguito di accoltellamento, anni dopo l'evento sarà rivendicato da Al-Qaeda:
- Cosimo Carlino, marinaio.

### 1992

#### Missione ECMM, Croazia
7 gennaio, "eccidio di Podrute", quattro militari italiani ed un francese rimangono uccisi a seguito all'abbattimento, da parte di un MiG-21 jugoslavo, dell'elicottero AB-205 dell'ALE su cui viaggiavano:
- Marco Matta, sergente maggiore pilota (Medaglia d'Oro al Valor Militare);
- Silvano Natale, maresciallo capo (Medaglia d'Oro al Valor Militare);
- Fiorenzo Ramacci, maresciallo capo (Medaglia d'Oro al Valor Militare);
- Enzo Venturini, tenente colonnello pilota (Medaglia d'Oro al Valor Militare);

#### Missione UNPROFOR, Bosnia ed Erzegovina
3 settembre, "strage di Monte Zec", quattro aviatori della 46ª Brigata aerea precipitati sul Monte Zec nei pressi di Sarajevo a bordo del G.222, "Lyra 34", che trasportava aiuti umanitari ed abbattuto da due missili terra-aria croati:
- Marco Betti, tenente colonnello pilota, (Medaglia d'Oro al Valor Militare);
- Giuseppe Buttaglieri, maresciallo motorista, (Medaglia d'Oro al Valor Militare);
- Marco Rigliaco, tenente pilota, (Medaglia d'Oro al Valor Militare);
- Giuliano Velardi, maresciallo elettromeccanico di bordo, (Medaglia d'Oro al Valor Militare).

### 1993

Stemma dell'Esercito Italiano

#### Missione UNITAF"Restore Hope"- "Ibis II", Somalia
13 maggio, Mogadiscio, colpito accidentalmente da un commilitone durante il turno di guardia:
- Giovanni Strambelli, paracadutista del Battaglione logistico della "Folgore"

2 luglio "battaglia del pastificio", durante l'operazione denominata "Canguro 11", decisa dal Comando ITALFOR per il rastrellamento del quartiere Haliwaa, a nord di Mogadiscio, 3 soldati rimangono vittima di un'imboscata di miliziani armati nei pressi di "Checkpoint Pasta":
- Pasquale Baccaro, parà del 186º Reggimento della Brigata paracadutisti "Folgore (Medaglia d'Oro al Valor Militare);
- Andrea Millevoi, sottotenente dell'8º Reggimento "Lancieri di Montebello", (Medaglia d'Oro al Valor Militare);
- Stefano Paolicchi, sergente maggiore del 9º Reggimento paracadutisti d'assalto "Col Moschin"', (Medaglia d'Oro al Valor Militare).

3 agosto, Mogadiscio:
- Gionata Mancinelli, paracadutista del 186º Reggimento della Brigata paracadutisti "Folgore" (Medaglia d'Oro al Valore dell'Esercito), viene ucciso in un conflitto a fuoco con un gruppo di somali[6].

15 settembre, Agguato al porto nuovo di Mogadiscio, vengono uccisi da cecchini:
- Giorgio Righetti, caporale paracadutista (Medaglia d'Oro al Valore dell'Esercito);
- Rossano Visioli, caporale paracadutista (Medaglia d'Oro al Valore dell'Esercito).

31 ottobre, Roma, all'ospedale militare del Celio muore a seguito di malaria:
- Roberto Cuomo, sergente maggiore

12 novembre, Balad, Mogadiscio, in una imboscata cade:
- Vincenzo Li Causi, maresciallo aiutante, (membro del SISMI), (Medaglia d'Oro al Valor dell'Esercito)[7]

#### Missione ONUMOZ, "Albatros", Mozambico
25 novembre "Nova Gaia - Corridoio di Beirat", caduti a seguito di incidente di volo con aereo SM 1019 dell'Aviazione dell'Esercito:
- Fabio Montagna, tenente 28º gr. Sqd. Aves "Tucano";
- Salvatore Stabile, sergente maggiore 20º gr. Sqd. Aves "Andromeda".

#### Missione UNOSOM II, "Ibis II", Somalia
9 dicembre, Mogadiscio, a seguito di omicidio cadeva all'interno del "Poliambulatorio Italia" di Mogadiscio:
- Maria Cristina Luinetti, sorella (grado funzionale equiparato a sottotenente) del Corpo delle Infermiere Volontarie della Croce Rossa Italiana, ausiliario delle forze armate (Cavaliere dell'Ordine Militare d'Italia).

Unica donna appartenente a un corpo volontario, ausiliario delle forze armate dell'Italia Repubblicana a cadere in missione.
30 dicembre, Strada Imperiale Afgoi-Balad:
- Tommaso Carozza, cavalleggero del reggimento "Lancieri di Firenze" rimane schiacciato quando la sua autoblindo Centauro si capovolge in una curva della Balad Mogadiscio.

### 1994

#### Missione UNOSOM II, "Ibis II", Somalia
6 febbraio, Balad, agguato sulla strada Balad-Mogadiscio:
- Giulio Ruzzi, tenente. 66º reggimento fanteria meccanizzata "Valtellina" di stanza a Forlì (Medaglia d'Oro al Valore dell'Esercito).[8]
- Alessandro Giardina, bersagliere, di Pioltello (MI), ferito accidentalmente da un commilitone e rimasto tetraplegico, muore in Italia nel 2001 a causa delle complicazioni dovute alla ferita riportata.[9]

#### Operazione Ippocampo, Ruanda
30 giugno, Livorno, a seguito di grave malattia contratta in missione:
- Marco Di Sarra, sergente maggiore della 9º Reggimento d'assalto paracadutisti "Col Moschin".

### 1995

#### Missione IFOR/MSU, Bosnia ed Erzegovina
27 dicembre, Mostar, in un incidente d'auto perde la vita:
- Ermanno Fenoglietti, maggiore dei Carabinieri

### 1996

Stemma dell'Aeronautica Militare Italiana

#### Missione IFOR, Bosnia ed Erzegovina
24 gennaio, Sarajevo, per lo scoppio accidentale di una granata perde la vita:
- Gerardo Antonucci, caporal maggiore.

### 1997

#### Missione IFOR, Bosnia ed Erzegovina
24 gennaio, Gradac, in un incidente d'auto causato da una voragine perde la vita:
- Carmine Cerza, caporal maggiore.

23 aprile, Mostar, forse suicidatosi:
- Roberto Petrucci, colonnello

#### Missione FMP "Alba", Albania
9 luglio, Valona, deceduto per esplosione accidentale di un ordigno:
- Diego Vaira, Alpino, nato a Fossano (CN), 24 ottobre 1977.

#### Missione UNIFIL/ITALAIR, Libano
6 agosto, "Cielo del Libano", a causa dell'improvviso peggioramento delle condizioni meteorologiche precipitano, trovando la morte a bordo del loro elicottero AB-205 presso la località di Tibnin, quattro italiani ed un militare irlandese:
- Daniele Forner, appuntato dell'Arma dei Carabinieri;
- Massimo Gatti, maresciallo capo dell'ALE
- Giuseppe Parisi, tenente pilota dell'ALE
- Antonio Sgrò, capitano pilota dell'ALE;

### 1998

#### Missione FMP "Alba", Albania
9 febbraio, Valona, deceduto a causa di un incidente subacqueo nel porto di Valona:
- Lorenzo Lazzereschi, tenente di vascello

#### Missione UNSMA, Afghanistan
22 agosto, Kabul, caduto nel corso di un conflitto a fuoco che coinvolgeva un automezzo:
- Carmine Calò, tenente colonnello (Medaglia d'Oro al Valor Militare)[11]

### 1999

#### Missione IFOR, Bosnia ed Erzegovina
3 giugno, Zvornik, in un incidente stradale perdono la vita:
- Galloni Marcello, maresciallo dei Carabinieri.
- Foccià Angelo, Carabiniere Scelto.

#### Missione KFOR, Kosovo
24 giugno, Đakovica, in un incidente con la propria arma da fuoco perde la vita:
- Pasquale Dragano, caporal maggiore del 18º reggimento bersaglieri.

12 novembre, Slakovce, in un incidente aereo di un ATR-42 della Compagnia aerea anconetana SiFly, con a bordo 24 persone (tutti deceduti: 21 passeggeri, per lo più volontari di organizzazioni non governative e 3 uomini d'equipaggio) tra cui 12 italiani, impegnato in una Missione ONU del PAM Programma Alimentare Mondiale, precipitato in un campo minato 27 miglia a nord di Pristina vicino al villaggio di Slakovce, nella zona di Mitrovica:
- Antonio Gavino, del 1961, agente scelto della Polizia di Stato, in forza alla Questura di Imperia, aggregato al Reparto Mobile di Roma per una missione a Pristina.

### 2000

#### Missione KFOR, Kosovo
2 aprile, Peć, in un incidente d'arma da fuoco perde la vita:
- Samuele Utzeri, caporal maggiore in forza al 151º Reggimento della Brigata meccanizzata "Sassari".

### 2001

#### Missione KFOR, Kosovo
2 agosto, Dečani, suicidio:
- Luigi Nardone, caporal maggiore.

9 agosto, Morines, precipitando dall'elicottero in fase di atterraggio perdono la vita:
- Giuseppe Fioretti, caporal maggiore;
- Dino Paolo Nigro, caporal maggiore.

### 2002

#### Operazione Amber Fox, Repubblica di Macedonia
8 maggio, Tetovo, a causa dell'esplosione di una mina:
- Stefano Rugge, capitano (Medaglia d'Argento al Valor Militare)

### 2003
15 maggio
maresciallo capo Antonio la Banca, 2º Reggimento Alpini, Sarajevo

#### Operazione Antica Babilonia, Iraq

Stemma dell'Arma dei carabinieri

12 novembre, "Strage di Nassiriya", cadono in un attentato suicida eseguito con un camion bomba che provoca 28 morti, 19 italiani di cui 2 civili e 9 iracheni. I militari italiani sono:
Arma dei Carabinieri - Reggimento M.S.U.
- Massimiliano Bruno, nato a Bologna il 12 agosto 1963, maresciallo capo. Promosso a maresciallo aiutante s. UPS, decorato con la Medaglia d'oro ai benemeriti della cultura e dell'arte e con la Croce d'onore;
- Giuseppe Coletta, nato ad Avola (SR), vice brigadiere. Promosso a brigadiere e decorato con la Croce d'onore;
- Giovanni Cavallaro, nato a Messina il 21 giugno 1956, maresciallo aiutante s. UPS. Promosso sottotenente, decorato con la Croce d'onore e con la Medaglia d'oro "vittima del terrorismo";
- Andrea Filippa, nato a Torino il 20 giugno 1972, appuntato. Decorato con la Croce d'onore e con la Medaglia d'oro "vittima del terrorismo";
- Enzo Fregosi, nato a La Spezia il 26 giugno 1947 primo maresciallo luogotenente, Cavaliere Ordine al Merito della Repubblica Italiana. Promosso sottotenente e decorato con la Medaglia d'oro al merito della sanità pubblica, con la Croce d'onore e con la Medaglia d'oro "vittima del terrorismo";
- Daniele Ghione, nato a Finale Ligure (SV) l'8 luglio 1972, maresciallo ordinario. Promosso maresciallo capo, decorato con la Croce d'onore e con la Medaglia d'oro "vittima del terrorismo";
- Ivan Ghitti, nato a Milano il 4 maggio 1973, vice brigadiere. Promosso brigadiere e decorato con la Croce d'onore;
- Domenico Intravaia, nato a Palermo il 9 agosto 1957, appuntato. Promosso vice brigadiere, decorato con la Croce d'onore e con la Medaglia d'oro "vittima del terrorismo";
- Horacio Majorana, nato in Venezuela il 25 ottobre 1974, carabiniere scelto. Promosso appuntato, decorato con la Croce d'onore e con la Medaglia d'oro "vittima del terrorismo";
- Filippo Merlino, nato a Sant'Arcangelo (PZ) il 25 febbraio 1957, maresciallo aiutante s. UPS. Promosso sottotenente e decorato con la Croce d'onore;
- Alfio Ragazzi, nato a Messina il 4 febbraio 1964, maresciallo capo. Promosso maresciallo aiutante s. UPS. Decorato con la Medaglia d'oro ai benemeriti della cultura e dell'arte, con la Croce d'onore e con la Medaglia d'oro "vittima del terrorismo";
- Alfonso Trincone, nato a Pozzuoli (NA) il 17 agosto 1959, maresciallo aiutante s. UPS. Promosso sottotenente e decorato con la Croce d'onore;

Esercito italiano
- Alessandro Carrisi, nato a Campi Salentina (LE) il 26 agosto 1980, caporale nel 6º Reggimento trasporti di Budrio. Promosso primo caporale maggiore e decorato con la Croce d'onore;
- Emanuele Ferraro, nato a Lentini (SR) il 28 marzo 1975, caporale maggiore capo nel 6º Reggimento trasporti di Budrio. Promosso a caporal maggiore capo scelto e decorato con la Croce d'onore;
- Massimo Ficuciello, nato a Udine il 7 aprile 1968, tenente nella Brigata meccanizzata "Sassari". Promosso capitano e decorato con la Croce d'onore;
- Silvio Olla, nato a Carbonia (CA) il 7 aprile 1971, maresciallo ordinario nel 151º Reggimento fanteria "Sassari" della Brigata meccanizzata "Sassari". Promosso maresciallo capo e decorato con la Croce d'onore;
- Pietro Petrucci, nato a Napoli il 26 settembre 1981, caporale nel 6º Reggimento trasporti di Budrio. Promosso caporal maggiore e decorato con la Croce d'onore e con la Medaglia d'oro "vittima del terrorismo".

#### European Union Police Mission Bosnia ed Erzegovina
20 novembre, Sarajevo, a bordo di un mezzo dell'EUPM che stava percorrendo una strada tra Foča e Sarajevo. Il mezzo sbandò, probabilmente a causa di una lastra di ghiaccio e delle precarie condizioni del manto stradale, finendo fuori strada da un cavalcavia:
- Francesco Niutta, nato a Caulonia (RC) nel 1958, sovrintendente nella Polizia di frontiera aerea dell'Aeroporto di Firenze-Peretola.

### 2004

#### Operazione Antica Babilonia, Iraq
17 maggio, Nassiriya, battaglia dei ponti, in un duro attacco dei miliziani sciiti di Muqtada al-Sadr, colpito da una scheggia di granata da mortaio, spirato all'ospedale di Bassora:
- Matteo Vanzan, nato a Dolo (VE) il 1º ottobre 1981, caporale del Reggimento lagunari "Serenissima" di Venezia. Promosso primo caporal maggiore. Insignito della Medaglia d'oro al valore dell'esercito e della Croce d'onore.

5 luglio, alla guida di un VM Torpedo rimane vittima di un incidente stradale causato da due autocarri iracheni:
- Antonio Tarantino, nato a Poggiardo (LE) il 15 febbraio 1978, primo caporal maggiore della Brigata di cavalleria "Pozzuolo del Friuli".

#### Missione UNIFIL/ITALAIR, Libano
30 luglio, Beirut, caduto in missione:
- Fabrizio Nasini, nato a Roma il 9 febbraio 1974, carabiniere scelto.

#### Missione ISAF, Afghanistan
3 ottobre, Distretto di Surobi, in un incidente con un VM90, del quale era alla guida, perde la vita:
- Giovanni Bruno, nato a Martina Franca (TA) il 7 giugno 1980, caporal maggiore nel Battaglione alpini "Susa" del 3º Reggimento alpini di Pinerolo.

### 2005

#### Operazione Antica Babilonia, Iraq
21 gennaio, Nassiriya, il mitragliere di un AB 412 viene raggiunto da un colpo d'arma da fuoco mentre è in volo sull'elicottero:
- Simone Cola, nato a Tivoli (RM) il 1º settembre 1973, maresciallo ordinario inquadrato nel 6º Reparto Operativo Autonomo dell'Aeronautica Militare proveniente dal 1º Reggimento di sostegno AVES "Idra" di Bracciano. Promosso maresciallo capo e decorato con la Croce d'onore.

4 marzo, Baghdad, nei pressi dell'aeroporto di Baghdad, a causa di fuoco amico, viene ucciso da una pattuglia statunitense durante la liberazione della giornalista Giuliana Sgrena:
- Nicola Calipari, nato a Reggio Calabria il 23 giugno 1953, capo dipartimento del SISMI, responsabile operazioni estere. Insignito della Medaglia d'oro al valor militare.

14 marzo, Nassiriya, secondo la versione ufficiale, muore per un incidente durante normali esercitazioni di tiro presso il poligono "Garibaldi" di Nassiriya, a causa di un colpo alla testa accidentalmente esploso nel tentativo di risolvere un inceppamento della propria arma, una mitragliatrice "Minimi":
- Salvatore Domenico Marracino, nato a San Giovanni Rotondo (FG) il 2 dicembre 1977, sergente del 185º Reggimento paracadutisti ricognizione acquisizione obiettivi "Folgore" di Livorno. Promosso sergente maggiore.

Nel 2010 emerse, tra i documenti USA rivelati da Wikileaks, un rapporto classificato segreto in cui era riportato che non si trattò di un incidente bensì di un caso di fuoco amico.
31 maggio, Nassiriya, in volo a bordo del loro elicottero Agusta-Bell AB 412 precipitano a causa di condizioni meteorologiche avverse, circa 13 miglia sud-est di Nassiriya:
- Massimiliano Biondini, nato a Bagnoregio (VT) l'11 aprile 1972, maresciallo capo t.m.a. (tecnico meccanico di aeromobile) del 7º Reggimento Aviazione Esercito "Vega" di Rimini;
- Marco Briganti, nato a Forlì (FC) il 15 maggio 1972, capitano pilota del 7º Reggimento Aviazione Esercito "Vega" di Rimini. Promosso maggiore.
- Marco Cirillo, nato a Viterbo il 12 novembre 1976, maresciallo ordinario t.m.a. (tecnico meccanico di aeromobile) del 1º Reggimento "Antares" di Viterbo;
- Giuseppe Lima, nato a Roma il 30 marzo 1966, tenente colonnello pilota del 7º Reggimento Aviazione Esercito "Vega" di Rimini, comandante del 25º Gruppo squadroni "CIGNO". Promosso colonnello.

14 luglio, Nassiriya, a causa di un incidente del mezzo su cui viaggiava durante una ricognizione nella periferia sud-est di Nassiriya:
- Davide Casagrande, nato a Belluno il 23 agosto 1977, sergente del 4º Reggimento alpini paracadutisti "Monte Cervino" di Bolzano.

#### Missione ISAF, Afghanistan
3 febbraio, nel disastro aereo del volo Kam Air 904, sulle montagne a sud-est di Kabul, perdono la vita 104 persone, tra le quali tre italiani, due civili e un militare:
- Bruno Vianini, nato a Roma il 7 febbraio 1963, capitano di fregata del Comando subacquei e incursori di Portovenere. Promosso capitano di vascello e nominato Cavaliere dell'Ordine Militare d'Italia.

11 ottobre, Kabul, per un colpo di pistola alla testa esploso accidentalmente dal compagno di camerata:
- Michele Sanfilippo, nato a Palermo il 2 giugno 1971, caporal maggiore del 4º Reggimento genio guastatori di Palermo dipendente dalla Brigata meccanizzata "Aosta". Promosso caporal maggiore capo.

#### Missione SFOR/MSU, Bosnia ed Erzegovina
17 novembre, in seguito ad incidente stradale lungo la strada statale M-17 tra Sarajevo e Mostar perde la vita
:
- Antonio Aiello, nato a Bagheria (PA) il 29 marzo 1960, maresciallo capo dell'Arma dei carabinieri in servizio a Borgosesia.

### 2006

Stemma della Marina Militare Italiana

#### Operazione Antica Babilonia, Iraq
27 aprile, Nassiriya, in seguito ad un attentato esplosivo ad un blindato cadono sul campo 3 militari italiani ed 1 rumeno, un altro militare italiano rimasto ferito gravemente, spirerà il 7 maggio:
- Nicola Ciardelli, nato a Pisa l'11 settembre 1972, capitano della Brigata paracadutisti "Folgore". Promosso maggiore e decorato con la Croce d'onore;
- Carlo De Trizio, nato a Bisceglie (BA) il 12 gennaio 1969, maresciallo capo dell'Arma dei carabinieri nella Multinational Specialized Unit. Promosso maresciallo aiutante s. UPS e decorato con la Croce d'onore;
- Franco Lattanzio, nato a Pacentro (AQ) il 14 marzo 1968, maresciallo capo dell'Arma dei carabinieri nella Multinational Specialized Unit. Promosso maresciallo aiutante s. UPS e decorato con la Croce d'onore.

7 maggio, Nassiriya, in seguito all'attentato subito il 27 aprile, spira al Centro ustioni dell'Ospedale Civile Maggiore di Verona in conseguenza delle gravi ferite riportate:
- Enrico Frassanito, nato a Padova il 24 gennaio 1965, maresciallo aiutante s. UPS dell'Arma dei carabinieri nella Multinational Specialized Unit. Promosso sottotenente e decorato con la Croce d'onore;

5 giugno, Nassiriya, ucciso dallo scoppio di un ordigno al passaggio del proprio convoglio militare:
- Alessandro Pibiri, nato a Cagliari il 16 novembre 1981, primo caporal maggiore nel 152º Reggimento fanteria "Sassari" della Brigata meccanizzata "Sassari" di Sassari. Promosso caporal maggiore scelto e decorato con la Croce d'onore.

21 settembre, Nassiriya, a causa di un incidente stradale, avvenuto durante la pattuglia con un mezzo non blindato, a circa 10 km da Nassiriya:
- Massimo Vitaliano, nato a Galatina (LE) il 10 novembre 1980, primo caporale maggiore nel 19º Reggimento "Cavalleggeri Guide" di Salerno, della 8ª Brigata bersaglieri "Garibaldi". Promosso caporal maggiore scelto.

#### Missione ISAF, Afghanistan
5 maggio, "Musay Valley", due alpini uccisi dallo scoppio di un ordigno al passaggio del loro convoglio:
- Manuel Fiorito, tenente, 2º Reggimento alpini (Medaglia d'Argento al Valor Militare);
- Luca Polsinelli, maresciallo, 9º Reggimento alpini.

2 luglio, Herat, muore durante la missione PRT della NATO a seguito di un attacco cardiaco:
- Carlo Liguori, tenente colonnello.

20 settembre, Kabul, per un incidente stradale cade:
- Giuseppe Orlando, caporal maggiore, 2º Reggimento alpini;

26 settembre, a sud di Kabul, due alpini coinvolti nello scoppio di un ordigno, azionato probabilmente a distanza, al passaggio del loro convoglio; uno perisce immediatamente, l'altro spirerà a Roma il 30 settembre:
- Giorgio Langella, caporal maggiore capo scelto, 2º Reggimento alpini.

30 settembre, ospedale militare del Celio, Roma, a seguito dell'attentato subito il 26 settembre precedente, cade per le gravi ferite riportate:
- Vincenzo Cardella, caporal maggiore 2º Reggimento alpini.

### 2007

#### Missione ISAF, Afghanistan
4 ottobre, catturato insieme ad un altro agente e ad un collaboratore afghano dagli insorti, riporta gravi ferite nel blitz condotto da forze speciali italiane e inglesi per liberarlo il 24 settembre, e muore nell'ospedale militare del Celio:
- Lorenzo D'Auria, sottufficiale del SISMI[43][22].

24 novembre, Paghman, a seguito di una strage ad opera di un attentatore suicida durante la cerimonia d'inaugurazione del ponte sul fiume a Paghman – circa 25 km a nord-ovest di Kabul, muore:
- Daniele Paladini, maresciallo capo, 2º Reggimento del genio pontieri di Piacenza.[22]

### 2008

#### Missione ISAF, Afghanistan
13 febbraio, Rudbar, a seguito di uno scontro a fuoco durante una distribuzione di viveri alla popolazione locale, decede:
- Giovanni Pezzulo, maresciallo, CIMIC Group South.[22]

21 settembre, per cause naturali decede:
- Alessandro Caroppo, caporal maggiore.[22]

### 2009

#### Missione ISAF, Afghanistan
15 gennaio, alla base italiana di "Camp Arena" di Herat, muore per cause naturali:
- Arnaldo Forcucci, maresciallo dell'Aeronautica Militare.[22]

14 luglio, 50 km N/E di Farah, a seguito dello scoppio di un ordigno IED al passaggio del suo convoglio decede:
- Alessandro Di Lisio, caporal maggiore, 8º Reggimento genio guastatori paracadutisti "Folgore"[22]

17 settembre, Kabul, secondo una prima ricostruzione un'auto carica di esplosivo (150 kg) è riuscita ad infilarsi tra due mezzi Lince del 186º Reggimento della Brigata Folgore e detonare. Gli occupanti del primo mezzo sono morti sul colpo, mentre è deceduto anche un occupante del secondo mezzo. Erano quattro caporal maggiore, un sergente maggiore e il tenente che comandava i due Lince. Sono inoltre morti 4 poliziotti e 20 civili afghani:
- Roberto Valente, sergente maggiore, 187º Reggimento della "Folgore".
- Matteo Mureddu, primo caporal maggiore, 186º Reggimento della "Folgore".[44]
- Antonio Fortunato, tenente, 186º Reggimento della "Folgore".
- Davide Ricchiuto, primo caporal maggiore, 186º Reggimento della "Folgore".
- Giandomenico Pistonami, nato ad Orvieto il 15 maggio 1983, primo caporal maggiore del 186º Reggimento della "Folgore".
- Massimiliano Randino, primo caporal maggiore, 183º Reggimento "Nembo" della "Folgore".[45]

Il 21 settembre 2009, giornata di lutto nazionale, sono stati celebrati i solenni funerali di stato nella Basilica di San Paolo fuori le mura a Roma, che sono stati presieduti dall'ordinario militare, monsignor Vincenzo Pelvi. Alle esequie solenni hanno partecipato anche i quattro militari rimasti feriti nell'attacco: il primo maresciallo dell'Aeronautica Felice Calandriello, i primi caporalmaggiori della Folgore Rocco Leo, Sergio Agostinelli e Ferdinando Buono.
15 ottobre, tra Herat e Shindand, a seguito di un incidente stradale, per il ribaltamento dell'autoblindato "Lince", durante uno spostamento operativo, è deceduto:
- Rosario Ponziano, caporal maggiore, 4º Reggimento alpini paracadutisti "Monte Cervino"[47].

#### Missione KFOR, Kosovo
18 febbraio, nella base "Campo Sparta" a Dečani per l'operazione “Joint Enterprise”, muore per cause naturali:
- Concetto Gaetano Battaglia, primo maresciallo in forza al 62º Reggimento fanteria "Sicilia".

### 2010

#### Missione ISAF, Afghanistan
26 febbraio, Kabul, in seguito ad un attentato condotto con una grande quantità di esplosivo ed armi automatiche da parte di un commando composto da 8 mujaheddin talebani contro tre hotel nell'area di Shahr-i-Naw, e che provoca un totale di 16 morti, rimane ucciso:
- Pietro Antonio Colazzo, nato a Galatina (LE) il 15 settembre 1962, agente dell'AISE[49][50], in servizio in Afghanistan da due anni.

17 maggio, alle 9:15 locali, in seguito allo scoppio di un ordigno esplosivo improvvisato avvenuto al passaggio di un convoglio, partito da Herat e diretto alla base di Bala Murghab per portare rinforzi, composto da 130 mezzi spagnoli, americani, afgani ed italiani, per un numero complessivo di circa 400 militari. Rimangono uccisi sul blindato Lince colpito dall'esplosione:
- Massimiliano Ramadù, nato a Velletri (RM) l'8 febbraio 1977, sergente in forza al 32º Reggimento genio guastatori alpino di Torino, inquadrato nella Brigata alpina "Taurinense". Promosso sergente maggiore e decorato con la Croce d'onore;
- Luigi Pascazio, nato a Grumo Appula (BA) il 23 novembre 1985, caporal maggiore in forza al 32º Reggimento genio guastatori alpino di Torino, inquadrato nella Brigata alpina "Taurinense". Promosso caporal maggiore scelto. Decorato con la Croce d'onore e la Medaglia d'oro di vittima del terrorismo.

23 giugno, alle 19:04 locali, in seguito ad un episodio non del tutto chiarito che, ufficialmente, attribuisce la causa alla caduta dal proprio mezzo, un "Buffalo", nel corso di una ricognizione nei pressi di Shindand:
- Francesco Saverio Positano, nato a Foggia il 12 giugno 1981, caporal maggiore scelto in forza al 32º Reggimento genio guastatori alpino di Torino, inquadrato nella Brigata alpina "Taurinense".

25 luglio, suicida, in circostanze poco chiare, con un colpo di arma da fuoco all'interno del suo ufficio presso l'aeroporto di Kabul:
- Marco Callegaro, nato a Gavello (RO) nel 1973, capitano in forza al 121º Reggimento artiglieria contraerei "Ravenna" di Bologna, era a capo della cellula amministrativa del comando «Italfor Kabul».

28 luglio, vittime di un attentato compiuto con un ordigno esplosivo durante l'attività di ricerca e disinnesco di IED lungo una strada ad 8 km a sud di Herat, nel distretto di Injil:
- Mauro Gigli, nato a Sassari il 3 aprile 1969, primo maresciallo in forza al 32º Reggimento genio guastatori alpino di Torino, inquadrato nella Brigata alpina "Taurinense". Promosso sottotenente, decorato con la Medaglia d'oro al valor militare alla memoria e con la Croce d'onore;
- Pierdavide de Cillis, nato a Bisceglie (BA) il 25 febbraio 1977, caporale maggiore capo in forza al 21º Reggimento genio guastatori di Caserta, inquadrato nella 8ª Brigata bersaglieri "Garibaldi". Promosso caporal maggiore capo scelto, decorato con la Medaglia d'oro al valor militare alla memoria e con la Croce d'onore.

17 settembre, colpito a morte mentre cercava di catturare un gruppo di insorgenti che aveva appena piazzato un ordigno sul ciglio della strada che collega Farah a Delaram, nella zona di Bakwah, nell'area a est di Farah, nella provincia di Herat:
- Alessandro Romani, nato a Roma il 18 luglio 1974, tenente in forza al 9º Reggimento d'assalto paracadutisti "Col Moschin" di Livorno ed operativo presso la Task Force 45. Promosso capitano. Decorato con la Medaglia d'oro al valore dell'esercito e con la Croce d'onore.

9 ottobre, 9:45 ora locale (le 7:15 in Italia), vittime dell'esplosione di un ordigno esplosivo improvvisato che colpisce il veicolo blindato Lince col quale stavano scortando un convoglio di 70 camion civili. Rientranti, verso ovest, dopo aver trasportato materiali per l'allestimento della base operativa avanzata denominata "Ice", nella valle del distretto del Gulistan, a circa 200 chilometri a est della provincia di Farah, al confine con la provincia di Helmand, nel sud ovest dell'Afghanistan, vengono fatti segno da colpi di arma da fuoco e poi dall'esplosione dello IED occultato sul ciglio della strada:
- Gianmarco Manca, nato ad Alghero il 24 settembre 1978, primo caporal maggiore in forza al 7º Reggimento alpini di Belluno. Decorato con la Croce d'onore;
- Francesco Vannozzi, nato a Pisa il 27 marzo 1984, primo caporal maggiore in forza al 7º Reggimento alpini di Belluno. Decorato con la Croce d'onore;
- Sebastiano Ville, nato a Lentini (SR) il 17 settembre 1983, primo caporal maggiore in forza al 7º Reggimento alpini di Belluno. Decorato con la Croce d'onore;
- Marco Pedone, nato a Gagliano del Capo (LE) il 14 aprile 1987, caporal maggiore in forza al 7º Reggimento alpini di Belluno. Decorato con la Croce d'onore.

31 dicembre, colpito a morte da un cecchino durante uno scontro a fuoco nell'avamposto "Snow" di Buji, nel distretto di Gulistan, provincia di Farah:
- Matteo Miotto, nato a Thiene (VI) il 1º aprile 1986, caporal maggiore in forza al 7º Reggimento alpini di Belluno. Promosso primo caporal maggiore. Decorato con la Medaglia d'argento al valore dell'esercito e con la Croce d'onore.

### 2011

#### Missione ISAF, Afghanistan
18 gennaio, colpito a morte alla testa da un ribelle in uniforme dell'esercito afghano, nell'avamposto denominato "Highlander" situato nella cintura di sicurezza intorno alla base di Bala Morghab, nell'ovest dell'Afghanistan:
- Luca Sanna, nato a Samugheo (OR) il 4 novembre 1978, caporal maggiore scelto in forza all'8º Reggimento alpini di Cividale del Friuli. Promosso caporal maggiore capo e decorato con la Croce d'onore.[22]

28 febbraio, morto in seguito all'esplosione di uno IED che ha investito il Lince su cui viaggiava di ritorno da un'operazione di assistenza medica nella zona di Shindand:
- Massimo Ranzani, nato a Ferrara il 24 marzo 1974, tenente in forza al 5º Reggimento alpini di Vipiteno[62][63]. Nominato capitano e decorato con la Medaglia d'argento al valore dell'esercito e con la Croce d'onore.[22]

4 giugno, assassinato da un gruppo di afghani nel corso di un incidente, dalla dinamica non ben chiara, in cui aveva preso le difese di una donna statunitense presumibilmente aggredita, in una località della zona di Khinch nella valle di Mokni, tra i distretti di Bazarak e di Khenj, nella provincia del Panjshir, Afghanistan nord orientale
:
- Cristiano Congiu, nato a Roma nel 1961, tenente colonnello dell'Arma dei Carabinieri della Direzione centrale per i servizi antidroga (DCSA), dal 2007 prestava servizio presso l'Ambasciata italiana a Kabul, come esperto antidroga.[22]

2 luglio, ucciso nell'esplosione di uno IED posto ai margini della strada che ha coinvolto l'autocarro pesante (APS) che stava guidando, nei pressi del villaggio di Caghaz, 16 km ad ovest di Bakwa, ad est del distretto di Farah:
- Gaetano Tuccillo, caporal maggiore scelto nato a Pomigliano d'Arco (NA) il 20 gennaio 1982, in forza al Battaglione logistico "Ariete" di Maniago, inquadrato nella 132ª Brigata corazzata "Ariete". Decorato con la Croce d'onore.[22]

12 luglio, ucciso nell'esplosione di uno IED che stava disinnescando a tre chilometri dalla base di "Camp Lavaredo" a Bakwa:
- Roberto Marchini, nato a Caprarola (VT) il 21 luglio 1983, primo caporal maggiore in forza all'8º Reggimento genio guastatori paracadutisti "Folgore" di Legnago. Decorato con la Croce d'onore.[22]

25 luglio, ucciso durante un'operazione congiunta tra militari italiani e forze afgane nella zona a nord ovest della valle di Bala Morghab:
- David Tobini, nato a Roma il 23 luglio 1983, primo caporal maggiore in forza al 183º Reggimento paracadutisti "Nembo" di Pistoia. Decorato con la Medaglia d'argento al valor militare, la Croce d'onore e la Medaglia d'oro di vittima del terrorismo.[22]

16 settembre muore per cause naturali ad Herat:
- Matteo De Marco, nato a Vallo della Lucania (SA) il 22 marzo 1957, maggiore dell'Arma dei Carabinieri presso la Scuola allievi marescialli e brigadieri carabinieri di Velletri, comandante dell'RC-West Training Centrale.[22]

23 settembre, muoiono in seguito ad incidente stradale incorso al VTLM Lince su cui viaggiavano, circa 20 km da Herat:
- Riccardo Bucci, nato a Milano il 1º settembre 1977, tenente del Reggimento lagunari "Serenissima" di Venezia;[22]
- Mario Frasca, nato a Foggia il 22 gennaio 1979, caporal maggiore scelto del Comando delle forze operative terrestri (COMFOTER) di Verona;[22]
- Massimo Di Legge, nato ad Aprilia il 22 luglio 1983, caporal maggiore del Raggruppamento logistico centrale di Roma.[22]

### 2012

#### Missione ISAF, Afghanistan
13 gennaio, muore a causa di un malore a Farah:
- Giovanni Gallo, nato ad Alghero il 20 novembre 1962, tenente colonnello del 152º Reggimento fanteria "Sassari".[22]

20 febbraio, muoiono in seguito ad incidente stradale incorso al VTLM Lince su cui viaggiavano, 20 km a sud-ovest di Shindand, nella parte occidentale dell'Afghanistan:
- Francesco Currò, nato a Messina il 27 febbraio 1979, caporal maggiore capo del 66º Reggimento fanteria aeromobile "Trieste" di Forlì;
- Francesco Paolo Messineo, nato a Termini Imerese (PA) il 23 maggio 1983, primo caporal maggiore del 66º Reggimento fanteria aeromobile "Trieste" di Forlì;
- Luca Valente, nato a Gagliano del Capo (LE) l'8 gennaio 1984, primo caporal maggiore del 66º Reggimento fanteria aeromobile "Trieste" di Forlì.

24 marzo, muore a seguito di un attacco condotto con 3 colpi di mortaio alle ore 18:00 locali (in Italia 14:30), contro la FOB (Forward Operative Base ovvero base operativa avanzata) "Ice" nel distretto di Gulistan, nella provincia di Farah, nel settore Sud-Est dell'area di responsabilità italiana, assegnata alla Task Force South-East:
- Michele Silvestri, nato a Napoli il 17 maggio 1978, sergente del 21º Reggimento genio guastatori di Caserta, inquadrato nella 8ª Brigata bersaglieri "Garibaldi". Decorato di croce d'onore.

25 giugno, alle 08:50 locali (le 06:20 in Italia) in un campo per l'addestramento della polizia afghana, ad Adraskan, nella provincia occidentale di Herat, un razzo da 107mm è esploso vicino a una garitta di osservazione installata a ridosso della linea di tiro del poligono.:
- Manuele Braj, nato a Galatina (LE) il 18 gennaio 1982, appuntato scelto del 13º Reggimento carabinieri "Friuli-Venezia Giulia". Decorato di croce d'onore e di Medaglia d'oro "vittima del terrorismo".

25 ottobre, nel corso di un'operazione congiunta della Task Force South East con il 207º Corpo dell'esercito afgano, impegnati in una attività di pattuglia nel villaggio di Syav, nel distretto di Bakwa, nella provincia di Farah, a sud di Herat, i soldati italiani subiscono un attacco da parte di due militari afghani appartenenti in realtà a un gruppo di insorti locali. Tra gli italiani si registrano un caduto (gravemente ferito all'addome, poi deceduto nella struttura sanitaria di livello superiore di Camp Bastion alle 19:45 ore locali) e tre feriti.
- Tiziano Chierotti, nato a Sanremo (IM) il 7 ottobre 1988, caporale (vfp4) del 2º Reggimento Alpini. Promosso caporal maggiore (vfp4). Decorato di croce d'onore.

#### Missione KFOR, Kosovo
18 giugno, nella base di Novo Selo, non lontana da Kosovska Mitrovica, cade per cause non chiare (suicidio o incidente con la propria arma da fuoco):
- Michele Padula, nato a Montemesola (TA) il 15 settembre 1986, caporal maggiore dell'11º Reggimento bersaglieri, inquadrato nella 132ª Brigata corazzata "Ariete".

### 2013

#### Missione ISAF, Afghanistan
8 giugno, muore a causa di un attacco a Farah
- Giuseppe La Rosa, 31 anni, nato a Barcellona Pozzo di Gotto (ME), capitano del 3º Reggimento bersaglieri. Promosso maggiore. Decorato di croce d'onore e medaglia d'oro al valor militare alla Memoria.

### 2014

#### Missione Militare Italiana in Libia (MIL), Libia
24 febbraio, perde la vita a causa di un malore nel campo di addestramento di Tripoli:
- Corrado Oppizio, 48 anni, nato a Salerno, maresciallo aiutante S.U.P.S. dell'Arma dei Carabinieri, inquadrato nel reparto operativo del comando provinciale di Roma, Cavaliere Ordine al Merito della Repubblica Italiana.

#### Missione Militare UNIFIL (Operazione Leonte) in Libano
12 agosto Shama, nella parte meridionale del Paese presso il "Combat Service Support Battalion", è stato trovato morto per un colpo sparato dalla sua arma (per suicidio o incidente) durante un turno di guardia:
- Luigi Sebastianis, nato a Mortegliano (UD) il 3 ottobre 1969, primo maresciallo del Battaglione logistico "Ariete" di Maniago (PN), reparto inquadrato nella 132ª Brigata corazzata "Ariete".

### 2019

#### Operazione Prima Parthica, Iraq
13 settembre, morto in seguito ad un malore in missione a Baghdad:
- Roberto Morfé, nato a Napoli il 17 maggio 1979 in forza al COFS, Capo 1^cl. Marina Militare

### 2021

#### Repubblica Democratica del Congo
22 febbraio, ucciso in una sparatoria in seguito ad un tentativo di rapimento nei pressi della città di Goma del personale di un convoglio del WFP, sul quale viaggiava l'Ambasciatore Luca Attanasio, di cui era personale di scorta:
- Vittorio Iacovacci, nato a Sonnino (LT) nel 1990, in forza al 13º Reggimento carabinieri "Friuli Venezia Giulia", Carabiniere. Decorato di medaglia d'oro al valor militare alla memoria.